# Playa de Buraca
La Playa de Buraca es una de las playas que pertenecen a la ciudad de Vigo, está situada en la parroquia de Oya.

## Características
Pequeña cala bordeada por viviendas unifamiliares, localizada al este de cabo Estai. Tiene una longitud de 126 metros y su lecho arenoso se intercala con zonas de rocas con un mar tranquilo y transparente. Muy frecuentada por los vecinos de las urbanizaciones próximas, desde ella se divisan puestas de sol sobre las islas Cíes.

## Servicios
Rampa de acceso, papeleras, servicio de limpieza.

## Accesos
Acceso rodado hasta la urbanización de cabo Estai; a partir de ella hay que tomar un camino peatonal entre los chalets próximos que arranca de la calle Arquitecto Antonio Cominges. Autobús urbano de Vitrasa línea L11.

## Otros
Por su situación, escondida entre grandes villas, es una playa frecuentada principalmente por los residentes.